# Islamische Front in Syrien
Die Islamische Front in Syrien (arabisch الجبهة الإسلامية في سورية, DMG al-Ǧabha al-Islāmīya fī Sūriya) war eine Koalition syrischer islamischer Oppositionsgruppen in Syrien in den frühen 1980er Jahren, die danach strebte, das Regime von Hafiz al-Assad zu stürzen und einen islamischen Staat zu gründen. Sie wurde unter Beteiligung der syrischen Muslimbruderschaft im Oktober 1980 in Saudi-Arabien gegründet, als in Syrien bereits seit mehreren Jahren eine bürgerkriegsähnliche Situation herrschte. Die Islamische Front war die erste Organisation syrischer islamischer Religionsgelehrter (ʿUlamā'), die ein detailliertes politisches Programm verabschiedete: die Charta der Islamischen Front in Syrien, die am 17. Januar 1981 veröffentlicht wurde.

## Mitglieder und Vorstand
Neben den Muslimbrüdern gehörten dem Bündnis ungefähr 100 im Exil lebenden islamische Gelehrte an. Als Präsident fungierte der ehemalige Leiter der Muslimbrüder ʿAbd al-Fattāh Abū Ghudda, als Generalsekretär der aktivistisch orientierte Gelehrte Muhammad Abū n-Nasr al-Bayānūnī (1945–1987), Anführer der Abū-Dharr-Gemeinschaft (ǧamāʿat Abī Ḏarr), die eine ähnliche Ausrichtung hatte wie die Muslimbruderschaft. Beide stammten aus Aleppo. Der Front gehörten jedoch auch prominente Gelehrte aus Damaskus und anderen Regionen Syrien an. Sowohl al-Bayānūnī als auch viele der Mitglieder der Front gehörten der 1946 gegründeten „Liga der ʿUlamā'“ (Rābiṭat ʿUlamāʾ) an.
Indem sie Abū n-Nasr al-Bayānūnī zu ihrer sichtbarsten Figur machte, wollte die Führung der Islamischen Front die Bedeutung der ʿUlamā' innerhalb des Bündnisses hervorheben, doch hielt die Front die Namen der beteiligten Organisationen und Personen aus Sicherheitsgründen geheim, wodurch diese Maßnahme weitgehend ihrer symbolischen Bedeutung beraubt wurde. Al-Bayānūnī lebte nicht in Syrien, sondern zog zwischen verschiedenen Ländern hin und her, um der Entdeckung durch die syrische Geheimpolizei und ihre Agenten zu entgehen.

## Vorgeschichte und Gründung
Hinsichtlich der Frage, von wem die Initiative für die Bildung des Bündnisses ausging, gibt es unterschiedliche Ansichten. Karl Binswanger schloss aus der Tatsache, dass die Symbole auf der von der Front veröffentlichten Broschüren auffällige Übereinstimmungen mit denjenigen der Muslimbruderschaft aufweisen, darauf, dass die Front eine von Bruderschaft initiierte Bewegung war. Umar F. Abd-Allah verweist darauf, dass die syrische Muslimbruderschaft schon im Herbst 1979 Briefe an die ʿUlamā' Syriens ausgesandt und sie darin aufgefordert habe, mit der Bruderschaft eine gemeinsame Front gegen das Assad-Regime zu bilden. Nach Abū n-Nasr al-Bayānūnī dagegen ging die Initiative zur Bildung der Front nicht von der Muslimbruderschaft aus, sondern von den ʿUlamā'. Eine Gruppe von ihnen habe sich getroffen und beschlossen, ein Vorbereitungsgremium (haiʾa taḥḍīrīya) zu bilden, um die Möglichkeit einer Islamischen Front zu prüfen. Nachdem die Gründung der Front beschlossen war, habe das Gremium ein Follow-up-Komitee gewählt, das den Auftrag erhalten habe, eine Charta auszuarbeiten und einen Generalsekretär der Front zu nominieren. Dieses Komitee habe auch einen provisorischen Konsultativrat für die Front gewählt.
In ihrer eigenen Charta gibt die Islamische Front an, sie sei inmitten eines dringenden Bedürfnisses nach Einheit gegründet worden. Islamische Gruppen (ǧamāʿāt) basierten heute im Allgemeinen auf unterschiedlichen Ansätzen, Interpretationen (iǧtihādāt) und Programmen (manāhiǧ), was die Entwicklung starker Bindungen untereinander und eine enge Zusammenarbeit erschwere. Die gegenwärtigen Umstände in Syrien würden jedoch erfordern, dass Meinungsverschiedenheiten bei Einzelheiten (ǧuzʾīyāt) nicht länger eine Zusammenarbeit bei grundlegenden Dingen, über die Einigkeit bestehe, verhinderten.
Nach Hans Günter Lobmeyer diente die Islamische Front vor allem dem Ziel, vor dem Hintergrund eines innerislamistischen Konkurrenzkampfes zwischen der Muslimbruderschaft einerseits und kleineren islamistischen Gruppen sowie einiger ʿUlamā' die Machtverhältnisse zurechtzurücken. Al-Bayānūnīs Aufruf im ersten Kommuniqué, mit der Muslimbruderschaft die Reihen fest zu schließen, bedeutete nach Lobmeyer nicht eine Anerkennung von deren Führungsanspruch, sondern sollte die Dominanz der Muslimbruderschaft innerhalb des islamistischen Lagers verringern und den anderen islamistischen Gruppen und den ʿUlamā' einen stärkeren Einfluss sichern. Dass die Initiative zur Gründung der Islamischen Front von den kleineren Gruppen ausging, geht auch aus einer Erklärung des Generalsekretärs vom März 1981 hervor, in der dieser klarstellte, dass „andere Islamisten“ der Muslimbruderschaft die Bildung eines Bündnisses vorgeschlagen hätten. Die Muslimbruderschaft trat dem Bündnis nach Lobmeyer eher widerstrebend bei. Er verweist auch darauf, dass Saʿīd Hauwā, der zu jener Zeit einer der Anführer der syrischen Muslimbruderschaft war, sie in seinen Memoiren mit keinem Wort erwähnt.

## Deklarationen

### Das erste Kommuniqué vom 10. Oktober 1980
Ein erstes Kommuniqué, das von Abū n-Nasr al-Bayānūnī unterzeichnet war, erschien am 10. Oktober 1980 und wurde unter den Pilgern in Mekka und über geheime Kanäle auch in Syrien verteilt. In dieser Deklaration wurde „das leidgeprüfte syrische Volk“ aufgerufen, sich „nach all den Opfern, die gebracht worden sind, um dieses verräterische Regime zu stürzen,“ sich mit der Islamischen Front zu vereinen. Zu den Punkten, die der Text an der Herrschaft des Assad-Regimes beklagt, gehören:
- Bemäntelung eines sektiererischen Regimes durch eine politische Partei
- Einschränkung politischer Freiheiten, Verfolgung jeglicher Opposition, Unterdrückung des Rechts auf freie Meinungsäußerung, Todesstrafe auf Mitgliedschaft in der Muslimbruderschaft
- Bekämpfung des Glaubens der Nation, Abschaffung religiöser Institutionen und Organisationen, womit wahrscheinlich die Verstaatlichung der Waqf-Stiftungen gemeint war
- „Verbreitung sektiererischen Gedankenguts und Verwicklung des Volks in unerträgliche Spannungen unter dem Vorwand des Klassenkampfes“
- Bestechung, Korruption, Ausbeutung, Inflation und allgemeine Wirtschaftskrise
- Ablenkung der Armee von ihren eigentlichen Aufgaben durch den Auftrag zur Folter und zum Plündern von Häusern und Privateigentum
- Verrat an der Sache Palästinas[15]

Die Verfasser des Kommuniqués präsentieren sodann den Islam als „Retter“ und proklamieren folgende Ziele:
- Sturz des Assad-Regimes, verklausuliert formuliert als „Aufhebung der Gefahr, die unser Land und unser Volk bedroht, verursacht durch das jetzige Regime“
- Bildung eines Islamischen Staates
- Abfassung eines politischen Konzepts
- Koordinierung aller islamischen Kräfte, Einführung des islamischen Rechts auf der Grundlage eines allgemein akzeptierten Programms
- Unterstützung aller Befreiungsbewegungen in der Welt, die das Joch der Tyrannei abschütteln wollen.[16]

Das Kommuniqué erwähnt eine von ihr begutachtete „Deklaration der Islamischen Revolution“. Hierbei scheint es sich um den Entwurf der von der Syrischen Muslimbruderschaft herausgegebenen Schrift „Manifest und Programm der Islamischen Revolution in Syrien“ (siehe dazu unten) zu handeln.

### Die Charta vom 17. Januar 1981
Die „Charta der Islamischen Front in Syrien“ mit 36 Seiten Umfang erschien am 17. Januar 1981 und wurde über verdeckte Vertriebskanäle in ganz Syrien verbreitet. Zwar trug sie nur die Unterschrift des Generalsekretärs Abū n-Nasr Muhammad al-Bayānūnī, doch soll sie das Ergebnis einer kollektiven Bemühung und umfassender Konsultationen im Einklang mit dem islamischen Prinzip der Schura sein.

#### Inhalte
Erstes Ziel, so wird in der Charta angegeben, sei es, das Regime von Hafiz al-Assad und die Diktatur der konfessionellen syrischen Baath-Partei zu beenden. Die Islamische Front wünsche sich ein „modernes Syrien“, das seinen rechtmäßigen Platz in der arabischen und islamischen Welt einnehme und ein dynamischer Teil der gegenwärtigen Zeit sei. Hierbei weist die Charta das Vermächtnis von Syriens unmittelbaren Vergangenheit auch nicht vollständig zurück, sondern erkennt an, dass es Verbesserungen bei Lebensbedingungen der Arbeiter und Bauern sowie Fortschritte in Richtung Industrialisierung gab. Zwar wünsche sich die Front, dass Syrien ein idealer Islamischer Staat werde, doch sei sie sich völlig der Bedingungen des modernen Zeitalters und der Möglichkeiten des syrischen Volkes bewusst.
Auch der Prozess der Machtübernahme nach der Revolution ist in der Charta festgelegt. Dort heißt es, dass unmittelbar nach dem Sieg eine Volksabstimmung abgehalten werden solle, um ein konstituierendes Gremium (haiʾa taʾsīsīya) zu bilden, das eine tragfähige Verfassung ausarbeitet, die die Rechte aller Bürger schützt, der Nichtmuslime ebenso wie der Muslime. An mehreren Stellen der Charta wird betont, dass zur Errichtung eines islamischen Staates, der sich durch universelle Brüderlichkeit auszeichnet und frei von Klassen-, ethnischen und religiösen Spaltungen ist, die Rechte aller Minderheiten gewahrt und geschützt werden müssten. Die Front müsse allen Bürgern völlige Freiheit und Chancengleichheit gewährleisten, um die Vorherrschaft einer Sekte oder ethnischen Gruppe zu verhindern.
Die Islamische Front würdigt in ihrer Charta die früheren demokratischen Institutionen Syriens, kritisiert jedoch, dass diese nicht angemessen waren. Die von ihr vorgeschlagene demokratische Regierung bezeichnet sie als Schūrā-System (niẓām aš-šūrā). Dieses soll durch eine parlamentarische Vertretung (tamṯīl niyābī) gekennzeichnet sein und die Freiheit zur Bildung politischer Blöcke und zur Ausübung politischer Aktivitäten innerhalb der verfassungsmäßigen Grenzen garantieren. Bezüglich der Rechtsordnung fordert sie, dass alle Gesetze, die dem Islam zuwiderlaufen, aufgehoben werden müssten. Zur Bekämpfung der Korruption wird vorgeschlagen, dass alle Regierungsangestellten verpflichtet werden sollten, ihr Vermögen und ihre Einkünfte offenzulegen. Die syrische Armee sollte auf dem islamischen Prinzip des Dschihad aufbauen.
Die Charta fordert die Schließung ausländischer Schulen, gestattet ethnischen und religiösen Minderheiten jedoch gleichzeitig, eigene Schulen zu gründen. Sie fordert ein Bildungssystem, das die islamische Ideologie und nationale Einheit fördert und den Schülern starke ethische, moralische und militärische Werte vermittelt. Es wird betont, dass die arabische Sprache „vor ihrem derzeitigen Verfall“ gerettet werden müsse, gleichzeitig den ethnischen Gruppen in Syrien aber auch das Recht zugesichert, ihre Sprachen zu bewahren. Außerdem wird betont, wie wichtig es ist, qualifizierte und gebildete Syrer, die ins Ausland geflohen sind, zur Rückkehr in ihre Heimat zu ermutigen. Besonderes Augenmerk müsse der Förderung der Persönlichkeitsentwicklung der Frau und der Wahrung ihrer Rechte und Freiheiten gelten.
Auf wirtschaftlicher Ebene erkennt die Charta das Recht auf Privateigentum an und unterstützt private Investitionen zur Entwicklung der vielfältigen Potenziale der Volkswirtschaft. Das Steuersystem müsse auf der Grundlage von Gerechtigkeit und Fairness reformiert werden. Landwirtschaftliche Flächen sollten in den Händen derjenigen sein, die sie bewirtschaften. Außerdem fordert die Charta die Einrichtung eines speziellen Zakāt-Fonds und tritt für den Erhalt und die umfassende Entwicklung der islamischen Waqf-Stiftungen ein, um ihre Erträge und ihren Nutzen für die Gesellschaft zu maximieren.

#### Verhältnis zum Programm der Islamischen Revolution
Schon mehr als zwei Monate vorher, am 9. November 1980, hatte die syrische Muslimbruderschaft ihr Manifest Deklaration und Programm der Islamischen Revolution in Syrien (Bayān aṯ-ṯaura al-islāmīya fī Sūriyā wa-manhaǧuhā) mit 65 Seiten Umfang veröffentlicht. Die Tatsache, dass die Charta nur wenige Unterschiede inhaltlicher Natur gegenüber dem Programm vom November aufweist und nicht mehr als eine Synopse darstellt, zeugt nach Lobmeyer von einem eher gespannten Verhältnis zwischen der Muslimbruderschaft und den anderen Mitgliedern des Bündnisses. Die Islamische Front selbst gestand in einem Kommentar zu ihrer Charta ein, dass diese sich nur in Details von dem Programm der Islamischen Revolution unterscheide, rechtfertigte die Veröffentlichung der Charta aber damit, dass sie im Gegensatz zum Programm der Muslimbruderschaft die Bestrebungen aller Muslime in Syrien reflektiere, weil die Islamische Front die gesamte Umma repräsentiere. Die Charta sollte demnach Perspektiven für die Zusammenarbeit zwischen islamischen Gruppen eröffnen.

## Terroranschläge, der Aufstand von Hama
Im Frühjahr 1981 verkündete Muhammad Abū n-Nasr al-Bayānūnī gegenüber dem deutschen Forscher, dass die Islamische Front von nun an dem Regime Monat für Monat „einen hartenm, gezielten Schlag versetzen“ werde, „bis die Tyrannei fällt“. Er und Nikolaus van Dam schreiben der Islamischen Front eine Anzahl von Anschlägen zu, die sich 1981 ereigneten:
- der Bombenanschlag im Büro der sowjetischen Nachrichtenagentur TASS in Damaskus am 16. Juni,
- der Sprengstoffanschlag am Amtssitz des Premierministers am 17. August, bei dem mehrere Vizeminister ums Leben kamen,
- Bombardierung eines staatlichen Gebäudes mit den Hauptquartieren des zivilen und militärischen Sicherheitsdienstes, der Militärpolizei und des Staatssicherheitsgerichts im Bezirk al-Azbakiyah am 29. November, wobei Hunderte Passanten verletzt wurden.[38] Diesen Anschlag ordnet auch Umar F. Abdallah der Islamischen Front zu.[39]

In einem Kommuniqué, das die Islamische Front in Syrien am 28. Januar 1982 in New York veröffentlichte, prangerte sie die im vorangegangenen Dezember erfolgte israelische Annexion der Golan-Höhen an und stellte die Vermutung an, dass ihr eigentlicher Zweck sei, die Aufmerksamkeit der Öffentlichkeit von den zur gleichen Zeit beginnenden Massenverhaftungen und -hinrichtungen in Syrien abzulenken. Nach Umar F. Abdallah waren es auch die ʿUlamā' der Islamischen Front, die am 2. Februar 1982 den Dschihad gegen das Regime von Hafiz al-Assad ausriefen und ihre bewaffneten Einheiten nach Hama in den Kampf gegen Regierungstruppen schickten, der mit dem Massaker von Hama endete.

## Ende
Die Muslimbruderschaft arbeitete nur bis Mitte 1981 in dem Bündnis aktiv mit. Der im März 1982 gegründeten Nationalen Allianz zur Befreiung Syriens (at-Taḥāluf al-waṭanī li-taḥrīr Sūriyā) traten beide Organisationen getrennt bei.
Aus der nachfolgenden Zeit sind keine weiteren Verlautbarungen der Islamischen Front mehr bekannt. Im Frühjahr 2006 gründeten aber im Exil lebende ehemalige Mitglieder der Islamischen Front, Madschd Makkī (geb. 1957), Muhammad ʿAlī as-Sābūnī und Farūq al-Batal (geb. 1936), in Amman die Liga der ʿUlamā' von Syrien (Rābiṭat ʿUlamāʾ Sūriyā), die später in Liga der Syrischen ʿUlamā (Rābiṭat al-ʿUlamāʾ as-Sūrīyīn) umbenannt wurde.